# Попов, Николай Иванович (поручик)
Николай Иванович Попов (1894—1942) — русский военный, поручик. Кавалер Ордена Святого Георгия 4 степени (1916) и Георгиевского оружия (1917).

## Биография
Родился в 1894 году.
Начал военную службу корнетом 20 декабря 1914 года.
Участник Первой мировой войны, поручик 7-го гусарского Белорусского полка.
Умер от голода 1 мая 1942 года в блокадном Ленинграде. Место прописки на момент смерти — Конюшенная пл., дом 2, кв. 111
Похоронен на Волковском Православном кладбище. Рядом находится крест-памятник (кенотаф) его свояка Николая Павловича Тужика, у дочери которого (Елизаветы Николаевны Тужик, в замужестве Колотило), он был крёстным отцом.

## Награды
- Орден Св. Георгия 4-й степени (Высочайший приказ 26 августа 1916 года)[4]
- Георгиевское оружие (Приказ по 8-й армии от 19 декабря 1917 года № 3216).[4]
- Орден Св. Станислава 3-й степени с мечами и бантом (Высочайший приказ от 20 марта 1916 года)
- Орден Св. Станислава 2-й степени с мечами (Приказ по 8-й армии № 1803 от 1916 года).
- Орден Св. Анны 4-й степени с надписью "За храбрость" (Приказ по 11-й армии №691 от 1916 года).
- Орден Св. Анны 3-й степени с мечами и бантом (Высочайший приказ от 14 июля 1916 года).
- Представлен к ордену Св. Анны 2-й степени с мечами (Представление направлено Начальнику 7-й кавалерийской дивизии при рапорте от 7 июля 1917 года за №3628).